# Nová Ves (Slabce)
Nová Ves je samota, část městyse Slabce v okrese Rakovník ve Středočeském kraji.

## Historie
První písemná zmínka o vesnici pochází z roku 1785.

## Obyvatelstvo
| Rok            | 1869 | 1880 | 1890 | 1900 | 1910 | 1921 | 1930 | 1950 | 1961 | 1970 | 1980 | 1991 | 2001 | 2011 | 2021 |
| -------------- | ---- | ---- | ---- | ---- | ---- | ---- | ---- | ---- | ---- | ---- | ---- | ---- | ---- | ---- | ---- |
| Počet obyvatel | 36   | 29   | 24   | 26   | 31   | 24   | 29   | 21   | 11   | 11   | 3    | 1    | 1    | 4    | 14   |
| Počet domů     | 6    | 6    | 6    | 6    | 5    | 5    | 5    | 5    | 5    | 5    | 2    | 3    | 4    | 4    | 6    |

## Obecní správa
Při sčítání lidu v letech 1850–1979 Nová Ves byla osadou obce Rousínov v okrese Rakovník. Od 1. ledna 1980 je částí městyse Slabce v okrese Rakovník.